# Стаханов, Владимир Сергеевич
Влади́мир Серге́евич Стаха́нов (1909—1937) — советский орнитолог, участник дрейфа парохода «Челюскин» (1934).

## Биография
Родился в 1909 году в Москве. С 1924 года член кружка юных биологов при Московском зоопарке.(КЮБЗ). В 1930 году окончил биологический факультет МГУ.
Во время учёбы с 1925 по 1927 год был внештатным экскурсоводом в Московском зоопарке, с 1927 по 1928 год находился в экспедиции в Западном Казахстане, с 1929 года состоял сотрудником Тихоокеанской научной промысловой станции. С 1931 по 1932 год В. С. Стаханов был научным сотрудником Тимирязевской академии.
В 1932—1933 гг. — старший научный сотрудник отдела биологии Всесоюзного института пушного хозяйства. Участвовал в пяти больших экспедициях на Дальний Восток, в 1931 году возглавлял Уссурийскую научно-промысловую экспедицию. В 1932 году В. С. Стаханов участвовал в работе полярной экспедиции на ледоколе «Александр Сибиряков». Это было первое в истории сквозное плавание по Северному морскому пути из Белого моря в Берингово за одну навигацию.
В феврале 1933 года был арестован и 19 марта 1933 года приговорен к трем годам высылки.
Отправился в экспедицию на пароходе «Челюскин» (1933—1934).
20 апреля 1934 года в числе других челюскинцев награждён орденом Красной Звезды. Фрагменты дневника и воспоминания Стаханова были включены в книгу «Поход „Челюскина“: Героическая эпопея» (главы «Седьмое ноября», «Животный мир Арктики», «Спасение радиоприборов» и др.), изданную в 1934 году. Автор 28 научных работ.
Болел костным туберкулезом, и это послужило причиной его ранней смерти. Умер в Москве 2 мая 1937 года. Похоронен на Новодевичьем кладбище (участок 4, ряд 19).

## Семья
Был женат (развелись) на Ирине Борисовне Саблиной (1913—1981), внучке М. А. Саблина и А. И. Баранова, племяннице издателя В. М. Саблина.
Сестра — Мария Сергеевна Стаханова (1912—1966), химик, научный работник, кандидат наук. Похоронена на Новодевичьем кладбище вместе с братом. Там же похоронен её муж, Николай Васильевич Гудима (1910—1978), инженер-металлург.
Племянница — Наталья Николаевна Ракова, профессор НИТУ «МИСИС».